# Everybody's Tennis
Everybody's Tennis (みんなのテニス?, Minna no Tennis) (Hot Shots Tennis in America del Nord è un videogioco, primo spin-off della serie Everybody's Golf. Il videogioco è stato pubblicato per PlayStation 2 il 16 settembre 2006 in Giappone, il 17 luglio 2007 in America del Nord ed il 13 aprile 2007 in Europa. Inoltre è stato pubblicato anche per PlayStation Portable con il titolo Everybody's Tennis Portable il 25 febbraio 2010 in Giappone, il 29 giugno 2010 in America del Nord ed il 30 aprile 2010 in Europa.
Il videogioco ha 14 personaggi, 5 arbitri, e 11 campi da tennis. Ci sono 3 modalità diversi tra cui scegliere, che sono Modalità sfida, modalità "Tennis con tutti" e la modalità allenamento. Nella modalità sfida, si gioca contro avversari controllati dal computer, al fine di sbloccare contenuti aggiuntivi come costumi alternativi per i personaggi e più campi. Nella modalità "Tennis con tutti", si può giocare le partite con 1-4 giocatori. La modalità di allenamento permette al giocatore di fare pratica fra il servizio, volley, smash e allenamento generico.